# Konstantan

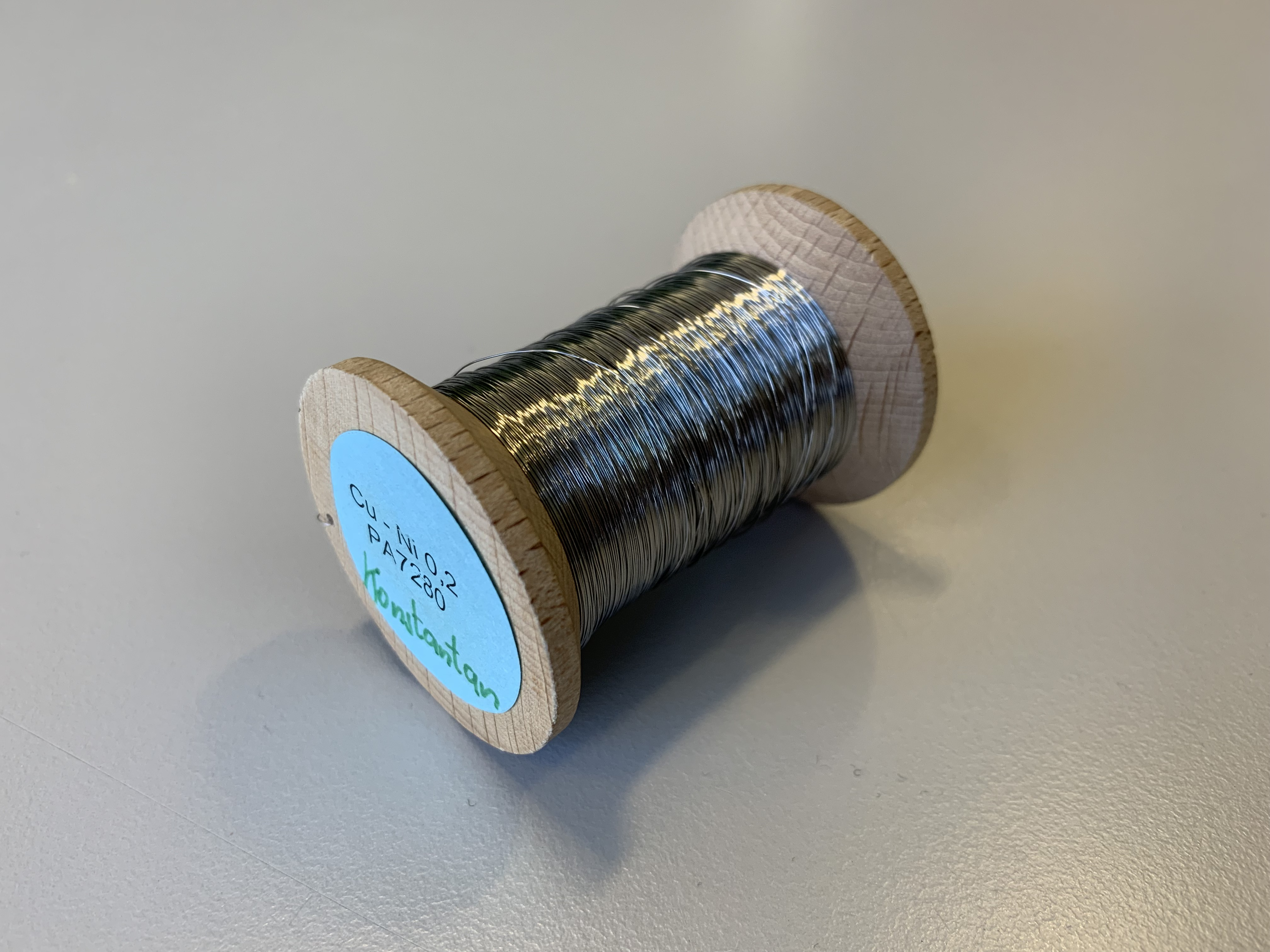
Rulle med tråd av konstantan.

Konstantan (I engelskspråkiga länder förekommer constantan ofta under namnen Eureka och Advance) är en legering bestående av 55 % koppar, 44 % nickel och 1 % mangan. Legeringen karaktäriseras av mycket låg temperaturkoefficient för det elektriska motståndet, varför tråd av detta material ofta används för elektriska precisionsmotstånd m m. Den uppfanns 1887. En annan legering med samma användning är manganin.
Temperaturkoefficient α
- Konstantan  -0,000012
- Manganin   0,0000175
- Silver  0,0036

Ett annat användningsområde är termoelement.
Värmetåligheten är hög: smältpunkt ca 1 250 °C, kokpunkt ca 2 400 °C. Därför lämpar sig materialet även för tillverkning av ugnselement för uppvärmningsändamål. 
För en legering med 40 % nickel är det specifika elektriska motståndet 0,424x10-4 ohm/cm inom ett temperaturintervall av 0 - 370°C och temperaturkoefficienten 0,02x10-4 . En legering med lika delar koppar och nickel, som kallas mondmetall, har smältpunkt ca 1 280°C. 
Densiteten är 8,9 g/cm³